# 昆弟站
昆弟站（：／ Gunje yeok */?）是議政府輕軌沿線的一座高架車站，位於韓國京畿道議政府市松山洞。

## 車站結構
站體為2面2線側式月台的高架車站，候車月台設有月台幕門。

### 月台配置
| 孝子 ↑ |
| \| 上  |
| ↓ 魚龍 |

| 月台 | 路線          | 目的地                                       |
| ---- | ------------- | -------------------------------------------- |
| 上行 | ●議政府輕電鐵 | 京畿道廳北部廳舍、議政府市廳、回龍、鉢谷方向 |
| 下行 | ●議政府輕電鐵 | 魚龍、塔石、複合文化融合園區方向             |

## 歷史
- 2012年7月1日：落成啟用。

## 車站周邊
- 議政府海關
- 議政府郵局
- 議政府文化中心
- 洛陽水上樂園

## 相鄰車站
議政府輕軌交通
●議政府輕電鐵
孝子（U121）－昆弟（U122）－魚龍（U123）